# عبدالعزیز بن سلمان آل سعود
عبدالعزیز بن سلمان آل سعود (عربی: عبد العزيز بن سلمان بن عبد العزيز آل سعود؛ زادهٔ ۱۹۶۰ (۶۴–۶۵ سال)) سیاستمدار و مدرس دانشگاه اهل عربستان سعودی است، که هم‌اکنون به‌عنوان وزیر انرژی عربستان سعودی فعالیت می‌کند. وی در سپتامبر ۲۰۱۹ جایگزین خالد الفالح شد. وی چهارمین پسر سلمان بن عبدالعزیز آل سعود؛ پادشاه کنونی عربستان سعودی می‌باشد.
عبدالعزیز بن سلمان از ۱۹۹۵ تا ۲۰۰۵ قائم‌مقام وزیر انرژی، صنعت و منابع معدنی بود، از ۲۰۰۵ تا ۲۰۱۷ به‌عنوان معاون وزیر نفت و منابع معدنی فعالیت می‌کرد و در فاصله سال‌های ۲۰۱۷ تا ۲۰۱۹ نیز وزارت داخله در امور انرژی را برعهده داشت.